# Алектриомантия
Алектриоманти́я (др.-греч. ἀλεκτορομαντεία от др.-греч. ἀλεκτρυών — петух + др.-греч. μαντεία — прорицание) — старинное гадание при помощи петуха. 
Формы этого гадания были весьма различны, но все связывались с суеверным уважением к этой птице. 
Древние греки прибегали к этому гаданию тем способом, что разлагали на полу несколько букв, с которыми соединяли задуманные слова или целые заклинания, возле каждой буквы клали зерна, потом пускали петуха; в какой постепенности начинал он клевать зёрна, отсюда делали выводы и разгадки. 
В восточных религиях петух вообще пользовался особым вниманием, да и к новым народам перешло с Востока много связанных с петухом поверий. Эти поверья и гадания при посредстве петуха на зимних святках перешли и к славянам.